# Fragata Tipo 26
La fragata Tipo 26 (o clase City) es una clase de fragata de defensa antisubmarina que se está construyendo para la Marina Real Británica del Reino Unido, con variantes que también se están construyendo para las armadas australiana y canadiense. El programa, conocido como Global Combat Ship (GCS), fue lanzado por el Ministerio de Defensa del Reino Unido para reemplazar parcialmente las trece fragatas Tipo 23 de la armada y para la exportación. Su función principal es llevar a cabo misiones avanzadas de guerra antisubmarina mientras apoya las operaciones de defensa aérea y de propósito general. El tipo es la primera plataforma naval compartida entre Australia, Canadá y el Reino Unido desde el destructor de clase Tribal.
El programa comenzó en 1998, bajo lo que entonces se conocía como Future Surface Combatant (FSC). Sin embargo, en marzo de 2010, este programa de adquisiciones había evolucionado para convertirse en Global Combat Ship, luego del anuncio de un contrato de diseño de cuatro años y £ 127 millones otorgado a BAE Systems Maritime–Naval Ships.  El diseño pasó la puerta principal 1 a principios de 2015, y la fase de demostración comenzó el 1 de abril de 2015. En agosto de 2015, se ordenaron los primeros artículos de entrega larga para el Tipo 26, y se espera que la fabricación comience en 2016 y el primer Tipo 26 para se entregará en 2023. En noviembre de 2016 se anunció que se cortaría el primer acero para los ocho barcos de la Royal Navy en el verano de 2017. Se construirán en los astilleros Govan y Scotstoun de BAE Systems en el río Clyde en Glasgow. La adjudicación del contrato para fabricar el Tipo 26 fue anunciada por BAE Systems el 2 de julio de 2017, con corte de acero para el primero de su clase, el HMS Glasgow el 20 de julio de 2017 por el entonces Secretario de Estado de Defensa, Sir Michael Fallón.
En junio de 2018, el gobierno australiano anunció que había seleccionado una versión modificada de la plataforma Tipo 26 como reemplazo planificado para su fragata clase Anzac. Esto hará que la Royal Australian Navy adquiera hasta nueve fragatas de clase Hunter , que serán construidas por BAE Systems Australia en el astillero de ASC en Osborne, Australia del Sur.
El 8 de febrero de 2019, la ministra de Adquisiciones, Carla Qualtrough, anunció que el gobierno canadiense había otorgado a Lockheed Martin Canadá un contrato de 185 millones de dólares canadienses para diseñar una flota de hasta 15 buques de guerra basados en el Tipo 26 (el Canadian Surface Combatant), con un costo total del programa de 60 mil millones de $. El monto del contrato aumentará a medida que aumente el trabajo de diseño. El contrato de diseño inicial es con Irving Shipbuilding de Halifax.

## Desarrollo

### Futuro combatiente de superficie
El Global Combat Ship comenzó a desarrollarse bajo el programa original Future Surface Combatant (FSC) destinado a reemplazar las fragatas Tipo 22 y Tipo 23 de la Royal Navy. La planificación de una embarcación de escolta de reemplazo comenzó en 1998 con el pedido de una embarcación de investigación, RV Triton, para estudiar si un diseño de trimarán era práctico para una embarcación tan grande y compleja. Sin embargo, finalmente se prefirieron diseños más convencionales. En marzo de 2005, se publicaron planes para una solución de dos clases, un "derivado de embarcación de tamaño mediano" más económico que entrará en servicio en 2016-19 y un "combatiente de superficie versátil" más capaz que entrará en servicio alrededor de 2023.
A principios de 2006, el Ministerio de Defensa inició un programa de capacidad de combate de superficie sostenida (S2C2) que exploró las sinergias entre el FSC y otras necesidades, para dragaminas, patrulleros y barcos de reconocimient . A principios de 2007, esto se había cristalizado en los tres requisitos; C1, C2 y C3. El C1 iba a ser una plataforma habilitada para grupos de trabajo de guerra antisubmarina y desplazaría alrededor de 6.000 toneladas. C2 iba a ser una plataforma de uso más general que se desplazaría en algún lugar de la región de 4 a 5000 toneladas, y C3 iba a ser un Global Corvette para reemplazar una mayor cantidad de embarcaciones más pequeñas en servicio, como dragaminas, patrulleros y barcos de reconocimiento. El Global Corvette debía desplazar alrededor de 2 a 3.000 toneladas.
El concepto C3 comenzó a principios de 2004 cuando el Ministerio de Defensa emitió una Solicitud de información (RFI) para una clase de barco más pequeña conocida como Global Corvette. Los bajos costos de funcionamiento y la capacidad de operar hacia adelante en áreas costeras poco profundas donde los barcos más grandes no pueden ser importantes. BAE Systems, VT Group, Thales y Rolls-Royce respondieron en el otoño de 2004 con conceptos que iban desde un buque patrullero en alta mar (OPV) bien equipado de 1.500 toneladas hasta una "corbeta" avanzada y muy capaz de 3.000 toneladas, en la línea del programa Littoral Combat Ship (LCS) de la USN.
El concepto FSC se presentó en el presupuesto de 2008, a expensas de las opciones para dos destructores Tipo 45 que no se adoptaron (barcos 7 y 8). En 2009, BAE Systems recibió un contrato para diseñar las fragatas C1 y C2 con una vida útil prevista de 25 años. Se planeó que un total de 18 buques (10 C1 y 8 C2) entraran en servicio a partir de 2020, a un ritmo de aproximadamente uno por año. A principios de 2010, la variante C3 se abandonó en favor del programa Mine Countermeasures, Hydrography and Patrol Capability (MHPC).

### Buque de combate global
La mención oficial del Future Surface Combatant casi había desaparecido en 2010, y el 25 de marzo de ese año, el Ministerio de Defensa otorgó a BAE Systems un contrato de cuatro años y 127 millones de libras esterlinas para diseñar completamente una nueva clase de buque de guerra, el "Global Combat Ship", anteriormente C1 de la FSC. Las expectativas en ese momento eran que el primer barco estuviera "en servicio" para 2021. La Revisión de seguridad y defensa estratégica (SDSR) de octubre de 2010 reafirmó el compromiso del gobierno con el Global Combat Ship, diciendo; "Tan pronto como sea posible después de 2020, el Tipo 23 será reemplazado por las fragatas Tipo 26, diseñadas para adaptarse fácilmente para cambiar roles y capacidades según las circunstancias estratégicas". Como parte de la revisión de defensa, también se anunció que las fragatas Tipo 22 restantes serían dadas de baja sin reemplazo, reduciendo la flota de escolta de la Royal Navy de 23 destructores y fragatas a 19 (6 destructores Tipo 45 y 13 fragatas Tipo 23).
La línea base de trabajo original de BAE Systems para el diseño de Global Combat Ship era una embarcación de 141 metros de eslora con un desplazamiento de 6.850 toneladas y un alcance de 7.000 millas náuticas a 18 nudos. Sin embargo, el 30 de noviembre de 2010 se informó que las especificaciones se habían reducido, en un esfuerzo por reducir el costo de £ 500 millones a £ 250-350 millones por barco. Posteriormente, comenzaron a surgir nuevos detalles de especificación de un barco más pequeño de 5.400 toneladas que enfatizan la flexibilidad y la modularidad.
A diferencia del FSC, el Global Combat Ship tiene un solo diseño de casco. Sin embargo, al igual que la familia franco-italiana de fragatas multipropósito FREMM, se proponen tres versiones para la exportación: un diseño optimizado para la guerra antisubmarina (ASW), una variante de guerra antiaérea (AAW) y una variante de propósito general (GP).
Aunque se tomó la decisión en noviembre de 2010 de reducir las especificaciones y los requisitos de capacidad del diseño de Global Combat Ship, los conceptos de diseño de BAE Systems en 2014 habían vuelto a su línea de base de trabajo original de un gran buque de guerra de 6.900 toneladas. En febrero de 2015, el Ministerio de Defensa y BAE Systems firmaron un contrato de £ 859 millones para continuar el desarrollo y el progreso hacia la fabricación. Una fase de demostración de 12 meses comenzó el 1 de abril de 2015 y, después de una extensión de 12 meses en marzo de 2016, estaba programada para completarse en junio de 2017.
Principalmente debido a los costos del barco, la Revisión de Seguridad y Defensa Estratégica de 2015 redujo la adquisición planificada de barcos Tipo 26 de 13 a 8 barcos. El vacío resultante ahora se llenaría con una nueva clase de fragata más barata designada Tipo 31.
El 2 de julio de 2017, BAE Systems anunció que el Ministerio de Defensa del Reino Unido le había adjudicado un contrato de 3700 millones de libras esterlinas para fabricar los tres primeros barcos Tipo 26. El comunicado decía que se cortaría acero para el primer barco en Glasgow "en las próximas semanas". En septiembre de 2015, el costo del programa se estimó en 11,5 mil millones de £, por lo que entonces se suponía que era para 13 Global Combat Ships. El costo de los ocho barcos actuales se calculó en £ 8 mil millones en 2016. Se ordenaron tres barcos en 2017 por 3,7 mil millones de £. En julio de 2021, se reveló en respuesta a una pregunta parlamentaria que se pretendía que la fragata Tipo 26 estuviera equipada con un nuevo arma de crucero/antibuque del futuro a partir de 2028.

## Asociaciones
El Global Combat Ship ha sido diseñado desde el principio pensando en la exportación. Durante un debate en la Cámara de los Comunes el 31 de enero de 2011, se reveló que Australia, Malasia, Nueva Zelanda y Turquía habían expresado interés en colaborar en el Global Combat Ship.

### Australia
Los gobiernos del Reino Unido y Australia habían estado explorando previamente el potencial de cooperación en los diseños C1 y C3 del Future Surface Combatant, que correspondía estrechamente a los requisitos de la Marina Real Australiana para reemplazar sus fragatas de clase Anzac con una nueva clase de fragata. Los dos países firmaron un tratado de cooperación de defensa en enero de 2013 y Australia se comprometió a cooperar en el diseño del Global Combat Ship para investigar su idoneidad para su propio programa de adquisiciones. En abril de 2016, el primer ministro Malcolm Turnbull confirmó que el Global Combat Ship era uno de los tres diseños preseleccionados para el reemplazo de las fragatas clase Anzac.
En septiembre de 2016, el gobierno australiano otorgó a BAE Systems un contrato para perfeccionar aún más el diseño del buque de combate global Tipo 26 para la Marina Real Australiana en el marco del programa SEA 5000 (Fragata del Futuro). Australia emitió una solicitud de licitación (RFT) en apoyo del programa a finales de marzo de 2017. El programa está valorado en AUD35 mil millones (US$26,25 mil millones). El 10 de agosto de 2017, BAE Systems anunció que había presentado su oferta para el programa SEA 5000. El primer ministro Malcolm Turnbull anunció en junio de 2018 que BAE había ganado el contrato y que Australia construiría nueve unidades de una versión modificada del buque conceptual Tipo 26 en Adelaida.
Se sabía que el proyecto implicaba riesgos e incertidumbre sobre plazos y costes. La mayor atención se centró  en la instalación del sistema de combate Aegis y el radar de diseño australiano CEAFAR. La Real Marina de Australia hizo público en 2022 los problemas de sobrepeso del 25% que tienen sus fragatas Tipo 26. Esto ha implicado un rediseño para aumentar la manga, y el consecuente retraso y encarecimiento del proyecto. El comienzo de construcción previsto en 2020 se retrasa a 2024 y la capacidad operativa inicial no se conseguirá hasta 2034. Quedan dudas acerca del impacto en la planta motriz.

### Canadá
Durante el debate de la Cámara de los Comunes del 31 de enero de 2011, también se reveló que el gobierno canadiense estaba interesado en colaborar en el Global Combat Ship y que el Reino Unido y Canadá estaban en una "discusión cercana". Sin embargo, un sindicato canadiense hizo campaña que el Global Combat Ship amenazaba a los constructores navales canadienses, y en el período previo a las elecciones de mayo de 2011, un portavoz de Peter MacKay, en ese momento Ministro de Defensa canadiense, descartó la participación en el programa británico. Turquía también rechazó más tarde el diseño en 2012 por no cumplir con sus requisitos.
Aunque Canadá había descartado previamente la asociación con el programa británico, en mayo de 2016 IHS Janes informó que el Global Combat Ship seguía siendo uno de los contendientes para el requisito de Canadian Surface Combatant. De hecho, en noviembre de 2017, un consorcio liderado por Lockheed Martin presentó su "Propuesta CSC", basada en el diseño Tipo 26 de BAE Systems, para el futuro proyecto de fragata de la Royal Canadian Navy.
El 19 de octubre de 2018, se anunció que BAE-Lockheed Martin fue seleccionado como el postor "preferido" en el programa Canadian Surface Combatant y que el gobierno canadiense iniciaría negociaciones para adjudicar un contrato por 15 barcos por valor de CAD $ 60 mil millones con BAE y Lockheed Martin-Canadá, los contratistas principales. La oferta preferida superó a las de Alion Science and Technology y su propuesta basada en la fragata holandesa De Zeven Provinciën Air Defense and Command (LCF) y Navantia/Saab/CEA Technologies con su propuesta basada en la fragata Cristóbal Colón (F-105) de la Armada Española.
El 21 de noviembre de 2018, Alion Science and Technology solicitó al Tribunal Federal una revisión judicial de la decisión, alegando que la oferta ganadora era "incapaz de cumplir con tres requisitos obligatorios críticos" de la oferta de diseño, incluidos los requisitos obligatorios de velocidad establecidos por la Royal Canadian Navy.
El 27 de noviembre de 2018, el Tribunal Canadiense de Comercio Internacional (CITT) ordenó al Gobierno posponer la finalización del acuerdo para comprar los barcos, mientras se investigaba la denuncia de Alion. El 11 de diciembre de 2018, el CITT dio luz verde al gobierno para proceder con el contrato de Lockheed, pero continuó su investigación sobre el cumplimiento del Tipo 26 con los requisitos de Canadá. El Tribunal desestimó el caso por completo en febrero de 2019.
El contrato de diseño de Canadian Surface Combatant fue firmado el 7 de febrero de 2019 por el gobierno liberal. El contrato de diseño con Irving y el consorcio Lockheed Martin-BAE se negoció en un tiempo casi récord, de solo tres meses.
Al igual que en Australia los costes se han desbocado, pasando de una estimación de 55.750 a 61.740 millones de USD. El buque canadiense  ahora se prevé que desplace 7.800 toneladas sin ir cargado, frente a las 6.900 previstas inicialmente.

## Posibles asociaciones

### Brasil
En septiembre de 2010, los gobiernos británico y brasileño llegaron a un acuerdo de defensa, que incluía la posible venta de cinco o seis buques de combate global a la Armada de Brasil. El mes siguiente, BAE Systems hizo formalmente una propuesta detallada a la Marina de Brasil, para un paquete que incluye el Global Combat Ship, así como variantes del petrolero clase Wave y el patrullero clase River.

## Características
El Global Combat Ship está diseñado teniendo en cuenta la modularidad y la flexibilidad para mejorar la versatilidad en toda la gama de operaciones, incluidas las operaciones de seguridad marítima, antipiratería, antiterrorista y humanitarias y de socorro en casos de desastre. El diseño adaptable facilitará el soporte durante toda la vida, asegurando que las actualizaciones se puedan realizar fácilmente a medida que se desarrolle la tecnología. A partir de 2017, el sitio web de BAE Systems sugiere un desplazamiento de 6900 toneladas, una longitud de 149,9 m (492 pies), una manga de 20,8 m (68 pies) y una velocidad máxima de más de 26 nudos (48 km/h). El Global Combat Ship tendrá una tripulación principal de 157 con espacio para un total de 208.
El Global Combat Ship está diseñado para una autonomía de hasta 60 días y un alcance de aproximadamente 7.000 millas náuticas (13.000 km). Ubicadas en la popa hay instalaciones que permiten el despliegue de botes inflables de casco rígido, vehículos de superficie no tripulados o un sonar remolcado. En medio del barco se encuentra una gran bahía de misión integrada y un hangar, lo que permite una variedad de misiones y equipos asociados. Se pueden volar aeronaves de tamaño similar al Boeing Chinook desde la gran cubierta de vuelo, y el hangar puede acomodar hasta dos helicópteros del tamaño de un AgustaWestland AW159 Wildcat o AgustaWestland Merlin. El hangar también tiene espacio para albergar vehículos aéreos no tripulados.
La versión de la Royal Navy del Global Combat Ship se conoce como la fragata Tipo 26. Estará equipado con el radar de búsqueda Artisan 3D Tipo 997 y misiles de defensa aérea Sea Ceptor (CAMM) lanzados a través de 48 botes de sistema de lanzamiento vertical (VLS). Además, 24 celdas Mark 41 "VLS de longitud de ataque" se colocan delante del puente. El 8 de julio de 2021, se confirmó que el misil antibuque anglo-francés FC/ASW se pondría en servicio en el Tipo 26, que probablemente se lanzará desde el Mark 41 VLS. El Mark 41 también es capaz de disparar misiles como el misil de crucero de ataque terrestre Tomahawk, cohetes antisubmarinos o cuádruples ESSM.
Al igual que la fragata Tipo 23 a la que reemplazará, el Global Combat Ship tendrá un casco acústicamente silencioso para la guerra antisubmarina y estará equipado con un sonar de proa de próxima generación Ultra Electronics Type 2150 y un potente conjunto remolcado Sonar 2087. El Global Combat Ship también estará equipado con cañones de varios calibres. En lugar del actual cañón naval Mark 8 de 4,5 pulgadas del RN, el Global Combat Ship estará equipado con un cañón naval Mark 45 de calibre 62 de 5 pulgadas BAE estándar de la OTAN. Las armas más pequeñas incluyen dos Phalanx CIWS, dos pistolas automáticas de calibre pequeño DS30M Mark 2 de 30 mm y varias miniarmas y ametralladoras de uso general.
El sistema de propulsión de las naves de la RN contará con una turbina de gas de accionamiento directo y cuatro generadores diésel de alta velocidad accionando dos motores eléctricos en configuración combinada diésel-eléctrica o gas (CODLOG). En 2012, Rolls Royce volvió a empaquetar el MT30 utilizado en los portaaviones de la clase Queen Elizabeth para que cupiera en barcos más pequeños. El MT30 se utilizará en el Tipo 26. BAE Systems ha sugerido que algunos clientes instalarán motores de turbina de gas y otros preferirán sacrificar 2 o 3 nudos de velocidad eligiendo motores diésel más baratos. La configuración CODLOG para propulsión es una versión más simple de la propulsión combinada diesel-eléctrica y de gas (CODLAG) utilizada en el Tipo 23 que este barco reemplazará, y los dos contemporáneos de diseño del Global Combat Ship, el portaaviones de clase Queen Elizabeth y el destructor Tipo 45, utilizan propulsión eléctrica integrada (PEI).

## Construcción

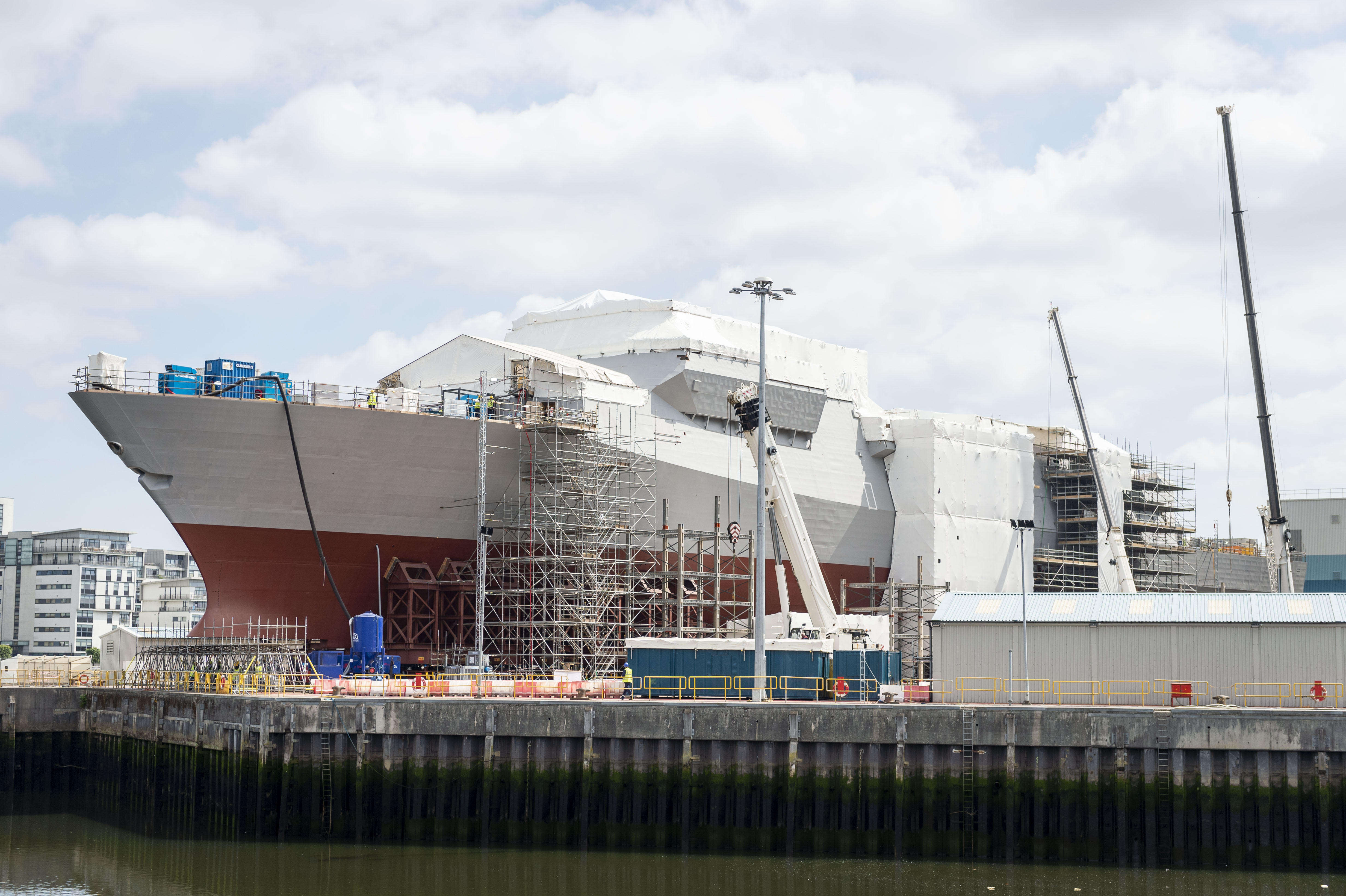
HMS Glasgow en construcción en junio de 2021.

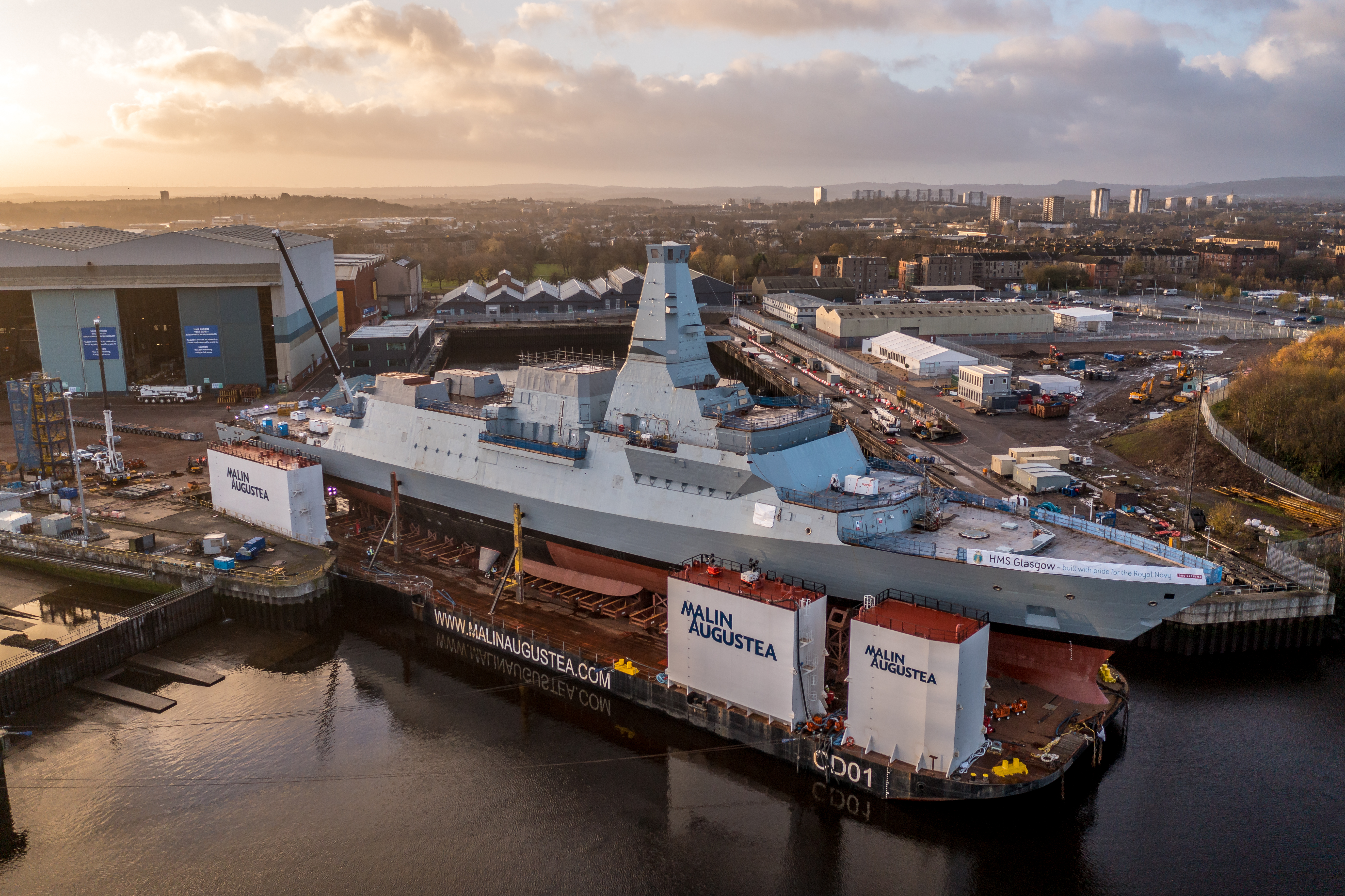
HMS Glasgow en construcción en noviembre de 2022.

La fragata Tipo 26 servirá a la defensa antisubmarina de los nuevos portaaviones de la clase Queen Elizabeth y, junto con la fragata Tipo 31, reemplazará a la fragata Tipo 23 (clase Duke). El gobierno británico planea equipar a la Tipo 26 con el Future Cruise/Anti-Ship Weapon (FC/ASW), desarrollada en conjunto entre Francia y Reino Unido. La primera unidad, la HMS Glasgow, está en construcción en el río Clyde, Escocia.
El primer acero para los primeros tres de los ocho barcos de la Royal Navy se cortó el 20 de julio de 2017. BAE Systems anunció la adjudicación de los primeros siete contratos de fabricación de equipos del Tipo 26 en julio de 2015, por un valor superior a £ 170 millones. Se adjudicaron contratos a Babcock International para el sistema de manejo de armas de aire del barco; David Brown Gear Systems Ltd por la caja de cambios de propulsión y las instalaciones de prueba; GE Power Conversion para el motor de propulsión eléctrica y el sistema de transmisión y las instalaciones de prueba; Raytheon Anschütz por el sistema integrado de puentes y navegación, que incluye diseño y desarrollo específicos para el cliente, una instalación de integración en tierra y una amplia gama de servicios; Rolls Royce Power Engineering para la turbina de gas; Rohde & Schwarz UK Ltd para los sistemas de comunicaciones; WR Davis de Canadá por las tomas y descargas del embudo y el sistema de escape del barco.
En diciembre de 2016, BAE Systems anunció la adjudicación de seis contratos adicionales de fabricación de equipos Tipo 26 con Detegase de España para tratamiento de agua y aguas residuales, Servicios de separación de sal para equipos de desalinización, Johnson Controls para plantas de agua enfriada, Marine Systems Technology Ltd para gas y clima y puertas herméticas, escotillas y Rolls Royce para estabilizadores y componentes de dirección. También se adjudicó un contrato a Pellegrini Marine Equipments de Italia. Estos premios elevaron a 380 millones de £ la inversión total en la cadena de suministro para el Tipo 26.
Según Gary McCloskey, director de la cadena de suministro de Tipo 26 en BAE Systems, en marzo de 2017, entre 40 y 50 proveedores estaban involucrados en el programa Tipo 26 y unos 33 tenían contratos completos.
El 5 de abril de 2017, Raytheon Anschütz anunció la integración exitosa del Sistema de Información de Visualización de Cartas Electrónicas para Buques de Guerra (WECDIS) en sus Sistemas Integrados de Navegación y Puentes (INBS) para el Tipo 26.
En julio de 2017, BAE Systems declaró que el programa Tipo 26 actualmente emplea a más de 1200 personas en la cadena de suministro del Reino Unido y, en el futuro, el programa aseguraría más de 3400 puestos de trabajo en BAE Systems y en la cadena de suministro marítima más amplia del Reino Unido. También se afirmó en julio de 2017, coincidiendo con el anuncio de contratos adicionales, la inversión total en la cadena de suministro del Tipo 26 había alcanzado los 500 millones de libras esterlinas. Las 14 empresas adjudicatarias de contratos en el anuncio de julio incluyen a Babcock para la red de aterrizaje de helicópteros, MSI Defense Systems para el arma de pequeño calibre y Thales para el sistema de matriz remolcada. El mayor de los contratos anunciados en julio es para la adquisición de acero estructural para los primeros tres barcos de acerías del Reino Unido y Europa por parte de Dent Steel Services Ltd.

## Barcos de la clase
La suposición de planificación original para la Royal Navy fue para trece buques Global Combat Ship (ocho ASW y cinco GP), reemplazando la flota de fragatas Tipo 23 de forma similar. Sin embargo, como resultado de la Revisión de Seguridad y Defensa Estratégica de noviembre de 2015, se decidió que solo se ordenarían las ocho fragatas Tipo 26 de guerra antisubmarina. La financiación de las cinco fragatas Tipo 26 de propósito general restantes se gastará en cambio en el desarrollo de una nueva clase de fragatas de propósito general (GPFF) más ligeras y asequibles.
Debido a un menor costo esperado, el gobierno sugirió que podría permitir un eventual aumento en el número total de fragatas en la Royal Navy. Esta fragata de propósito general será designada como fragata Tipo 31e. En julio de 2016, BAE reveló dos diseños de fragatas de propósito general para cumplir con el requisito; la clase Avenger y la clase Cutlass. El 12 de septiembre de 2019 se anunció que el diseño Arrowhead 140 de Babcock, basado en la fragata clase danesa Iver Huitfeldt, había sido seleccionado para el programa de fragatas Tipo 31.

## Unidades
| Unidad                                                            | Puesta de quilla     | Botadura               | Entrada en servicio           | Estado              |                     |                     |                     |                     |
| Reino Unido                                                       | Reino Unido          | Reino Unido            | Reino Unido                   | Reino Unido         | Reino Unido         | Reino Unido         | Reino Unido         | Reino Unido         |
| Clase City – Lote 1                                               | Clase City – Lote 1  | Clase City – Lote 1    | Clase City – Lote 1           | Clase City – Lote 1 | Clase City – Lote 1 | Clase City – Lote 1 | Clase City – Lote 1 | Clase City – Lote 1 |
| ----------------------------------------------------------------- | -------------------- | ---------------------- | ----------------------------- | ------------------- | ------------------- | ------------------- | ------------------- | ------------------- |
| HMS Glasgow (F88)                                                 | 20 de julio de 2017  | 3 de diciembre de 2022 | finales de 2026 (planeado)    | En equipamiento     |                     |                     |                     |                     |
| HMS Cardiff (F89)                                                 | 14 de agosto de 2019 |                        | principios de 2028 (planeado) | En construcción     |                     |                     |                     |                     |
| HMS Belfast (F90)                                                 | 29 de junio de 2021  |                        | 2029 (planeado)               | En construcción     |                     |                     |                     |                     |
| Clase City – Lote 2                                               |                      |                        |                               |                     |                     |                     |                     |                     |
| HMS Birmingham                                                    | 4 de abril de 2023   |                        | A partir de 2030 (planeado)   | En construcción     |                     |                     |                     |                     |
| HMS Sheffield                                                     |                      |                        | A partir de 2030 (planeado)   | Ordenado            |                     |                     |                     |                     |
| HMS Newcastle                                                     |                      |                        | A partir de 2030 (planeado)   | Ordenado            |                     |                     |                     |                     |
| HMS Edimburgo                                                     |                      |                        | A partir de 2030 (planeado)   | Ordenado            |                     |                     |                     |                     |
| HMS London                                                        |                      |                        | A partir de 2030 (planeado)   | Ordenado            |                     |                     |                     |                     |
| Australia                                                         |                      |                        |                               |                     |                     |                     |                     |                     |
| Unidad                                                            | Puesta de quilla     | Botadura               | Entrada en servicio           | Estado              |                     |                     |                     |                     |
| Clase Hunter – Lote 1                                             |                      |                        |                               |                     |                     |                     |                     |                     |
| HMAS Hunter                                                       | 2023 (esperado)      |                        | 2031 (planeado)               | Ordenado            |                     |                     |                     |                     |
| HMAS Flinders                                                     |                      |                        |                               | Ordenado            |                     |                     |                     |                     |
| HMAS Tasman                                                       |                      |                        |                               | Ordenado            |                     |                     |                     |                     |
| Canadá                                                            |                      |                        |                               |                     |                     |                     |                     |                     |
| Unidad                                                            | Puesta de quilla     | Botadura               | Entrada en servicio           | Estado              |                     |                     |                     |                     |
| Canadian Surface Combatant (Combatiente de superficie canadiense) |                      |                        |                               |                     |                     |                     |                     |                     |
| Sin nombre                                                        |                      |                        |                               | Planeado            |                     |                     |                     |                     |

### Buques similares
- Clase FREMM
- FDI
- Clase Nilgiri
- Clase Álvaro de Bazán
- Clase F126